# Semachrysa dammermani
Semachrysa dammermani là một loài côn trùng trong họ Chrysopidae thuộc bộ Neuroptera. Loài này được Esben-Petersen miêu tả năm 1929.